# Приключения Мюнхаузена
«Приключения Мюнхаузена» — цикл из четырёх советских и одного российского мультипликационных фильмов, снятых по мотивам рассказов Рудольфа Эриха Распе. Первые четыре фильма вышли в 1973—1974 годах, а последний (с изменённой стилистикой) был выпущен творческим объединением «Экран» в 1995 году.

## Сюжет

### Между крокодилом и львом
В основе сценария серии — синтез рассказов «Удивительная охота», «За волосы» и «Между крокодилом и львом».
Отвлечённый от мемуаров о своих приключениях, барон Мюнхаузен получает письмо от своего маленького друга, который жалуется на то, что попал в безвыходное положение. Возмущённый отсутствием мужества, Мюнхаузен вспоминает своё приключение в Африке. Он охотился на уток, а его в это же время преследовал лев. Последний обезоруживает главного героя, съев его ружьё. Находчивый барон применяет навыки дрессировки и выходит победителем из схватки со львом.
Барон взбирается на дерево и шагает по кронам, однако срывается и падает в болото, из которого сам себя вытягивает за волосы на сушу, но снова сталкивается с разъярённым львом. Укрыться от хищника барон решает в озере, где продолжает охоту на уток, а сам при этом становится объектом охоты крокодила. Охотник хватается за лапы уток и уходит от преследования крокодила, но на берегу чуть не попадает в пасть ко льву. Оказавшись зажатым с двух сторон, Мюнхаузен дёргает уток за лапы, сбрасывает тяжёлые сапоги, и птицы поднимают его в воздух, а прыгнувший лев оказывается в раскрытой пасти крокодила. Барон отпускает одну из уток и спускается на землю, в свои сапоги.
| Автор сценария и текста песен | Роман Сеф                                                                |
| Режиссёр                      | Анатолий Солин                                                           |
| Художник-постановщик          | Инна Пшеничная                                                           |
| Оператор                      | Эрнст Гаман                                                              |
| Композитор                    | Шандор Каллош                                                            |
| Звукооператор                 | Ц. Рискинд                                                               |
| Фильм озвучивал:              | Сергей Цейц                                                              |
| Художники-мультипликаторы:    | - Владимир Крумин - Михаил Першин                                        |
| Художники:                    | - Е. Строганова - В. Пухова - Л. Колоскова - Лера Рыбчевская - И. Белова |
| Монтажёр                      | Галина Дробинина                                                         |
| Редактор                      | Алиса Феодориди                                                          |
| Директор                      | М. Чигельницкий (в титрах — М. Чичельницкий)                             |

### Меткий выстрел
В основе сценария серии — рассказы «Необыкновенный олень» и «Среди белых медведей».
Барон получает письмо от своего юного друга, в котором тот жалуется на плохую погоду и упадок духа. В ответ на это Мюнхаузен вспоминает историю, случившуюся с ним на Северном полюсе, и знаменитую охоту на белого медведя. Достать зверя для британского зоопарка барона попросил «король английский, сто-первый Эдуард». Мюнхаузен прибывает на Северный полюс, уютно располагается в иглу и нос к носу встречается с белым медведем.
За время его поимки барон успевает оледенеть, после чего отогревается на газовой горелке и устраивает западню из деревянного ящика, которую вскоре медведь разносит в щепки. Следующей попыткой становится выстрел вишнёвой косточкой в голову медведю. Спустя некоторое время барон пробует поимку медведя в капкан, потом изрядно бегает от него и наконец, загнанный в угол, бросает в пасть разъярённого зверя будильник. Звон из утробы приводит медведя в ужас, а из его головы начинает прорастать вишнёвое дерево. В итоге медведь сдаётся, а Мюнхаузен увозит его на своём корабле.
| Автор сценария и текста песен | Роман Сеф |
| Режиссёр                      | Натан Лернер |
| Художник-постановщик          | Эрик Беньяминсон |
| Оператор                      | Владимир Милованов |
| Композитор                    | Давид Кривицкий |
| Звукооператор                 | Ц. Рискинд |
| Роли озвучивали:              | Сергей Цейц — барон Мюнхаузен |
| Художники-мультипликаторы:    | - Светлана Сичкарь - Владимир Крумин - Антонина Алешина - Г. Черникова                                                                                  |
| Художники:                    | - Ольга Киселёва - Александр Сичкарь - Л. Хорошкова - Т. Каргатьева - Е. Строганова - Лера Рыбчевская - Л. Колоскова - Н. Белова (в титрах — И. Белова) |
| Монтажёр                      | Нина Бутакова |
| Редактор                      | Алиса Феодориди |
| Директор                      | Л. Садковская |

### Чудесный остров
В основе сценария серии — синтез рассказов «Второе путешествие на Луну», «В желудке у рыбы», «Корабли, проглоченные рыбой».
Барон получает письмо от своего маленького друга, в котором тот жалуется на свою бабушку, заставляющую его учить уроки. Согласно письму, это настолько угнетает друга, что, когда он вырастет, обязательно станет пиратом, потому что «пиратов все боятся и они, что хотят, то и делают». С последним утверждением Мюнхгаузен не соглашается и вспоминает историю, случившуюся с ним в море: плавая по океану на корабле, барон попадает в шторм. Девятый вал подбрасывает судно до самой Луны, корабль разрушается, задев её, и Мюнхгаузен падает вместе с обломками назад на Землю. К этому времени шторм кончается, и Мюнхгаузен на корабельном сундуке прибывает на крошечный необитаемый остров. Барон видит на горизонте корабль и привлекает к себе внимание, но тут же жалеет об этом, разглядев пиратов.
Подплыв поближе к острову, пираты требуют от барона сдаться, а последний, собравшись с мужеством, заявляет, что никогда не сдаётся. Тогда рассерженные пираты открывают огонь из пушки. Одно ядро барон отбивает назад на корабль, лишая врагов пиратского флага, а другим пираты попадают в «остров», который оказывается спиной гигантской рыбы. Пираты пытаются уплыть прочь, но рыба проглатывает их корабль, а отважный Мюнхгаузен, в свою очередь, укрощает её. В ответ на мольбы пиратов, раскаяние в том, что в детстве они не слушались бабушку, и обещание перестать грабить и топить корабли Мюнхгаузен выпускает их из брюха рыбы.
Это третий мультфильм серии.
| Автор сценария и текста песен | Роман Сеф |
| Режиссёр                      | Анатолий Солин |
| Художник-постановщик          | Инна Пшеничная |
| Оператор                      | Владимир Милованов |
| Композитор                    | Шандор Каллош |
| Звукооператор                 | Цезарь Рискинд |
| Роли озвучивали:              | - Сергей Цейц — барон Мюнхгаузен - Гарри Бардин — безбородый пират - Виктор Сергачёв — чернобородый пират - Вячеслав Богачёв — барон Мюнхгаузен (вокал) - Рогволд Суховерко — капитан пиратов - «Квартет Улыбка» |
| Художники-мультипликаторы:    | - Светлана Сичкарь - Елизавета Комова - Михаил Першин - Галина Золотовская |
| Художники:                    | - Е. Строганова (в титрах — Е. Строгонова) - Е. Хорова (в титрах — О. Хорова) - Л. Колоскова - Л. Хорошкова - Лера Рыбчевская - Александр Сичкарь - Н. Белова (в титрах — И. Белова)                             |
| Монтажёр                      | Нина Бутакова |
| Редактор                      | Алиса Феодориди |
| Директор картины              | Л. Садковская |

### Павлин
В основе сценария — рассказы «Первое путешествие на Луну», «Удивительная охота», «Верхом на ядре».
Барон получает письмо от своего юного друга, в котором тот нарисовал павлина с дарственной надписью для Мюнхаузена. Это становится поводом для очередного воспоминания барона. История началась с изображения павлина в одной старинной книге, и Мюнхаузен тут же предположил, что пение этой прекрасной птицы должно быть неподражаемым. В той же книге значилось, что павлин заключён в башне знаменитого джинна Рахата ибн Лукума. Этой информации оказалось достаточно, чтобы барон отправился на Восток.
Изнывая от жары, барон добирается до башни джинна, но приходит к его обеденному перерыву. Несмотря на просьбу не беспокоить, барон решает воспользоваться услугами ковра-самолёта, взлетает на верхнюю площадку башни, подходит к джинну и излагает ему свою просьбу о приобретении павлина. Недовольный отвлечением от трапезы Рахат ибн Лукум вышвыривает незваного гостя из своих покоев. Пока удручённый Мюнхаузен сидит на пороге башни, к нему подходит торговец волшебной жидкостью с эффектом роста, от которой барон сперва отказывается. Этой жидкостью торговец наращивает себе волосы и превращает кота во льва, нарастив гриву. Одну из капель этой жидкости торговец случайно проливает на пальмовый росток, и тот превращается в высокую пальму, на которой Мюнхаузен снова поднимается к джинну и пытается с ним объясниться. Однако джинн и на этот раз не даёт барону закончить просьбу — швыряет его в фонтан.
Приводнившись, Мюнхаузен распугивает гулявший народ, после чего взлетает обратно в башню на струе фонтана. Всё же джинн снова выбрасывает барона из башни, и на этот раз тот оказывается среди старцев, раскуривающих кальян. Вдохнув пары этого кальяна, барон ещё раз возносится к джинну. Последний в очередной раз выбрасывает Мюнхаузена, а тот залетает на кухню и снова появляется в сосуде с десертным блюдом. Главный герой так надоедает джинну, что последний превращает сосуд в пушку и выстреливает бароном из неё. Тот влетает в другую пушку, из которой выстреливается, прилетая верхом на ядре назад к джинну.
Разъярённый джинн откладывает трапезу и обещает сделать из назойливого посетителя шашлык. После этого джинн с бароном изводят друг друга, принимая разные обличия: от свирепого льва и дрессировщика, огненного джинна и пожарного до укротителя змей и барабанщика. Мюнхаузен всё-таки побеждает в поединке, после чего джинн залезает в сосуд и выбрасывается в море, а к барону-победителю из заточения выходит тот самый павлин. Мюнхаузен уговаривает его спеть, но, услышав от него ужасный пронзительный крик, падает в обморок. Из произошедшего Мюнхаузен делает вывод: не всё то золото, что блестит.
Это четвёртый мультфильм серии и заключительный из снятых в СССР.
| Автор сценария и текста песен | Роман Сеф |
| Режиссёр                      | Натан Лернер |
| Художник-постановщик          | Т. Миловидова |
| Оператор                      | Владимир Милованов |
| Композитор                    | Давид Кривицкий |
| Звукооператор                 | Ц. Рискинд |
| Роли озвучивали:              | - Сергей Цейц — барон Мюнхаузен - Григорий Шпигель — джинн Рахат ибн Лукум - Гарри Гриневич — исполнение вступительной песни / водитель ковра-самолёта / торговец                 |
| Художники-мультипликаторы:    | - Михаил Першин - Светлана Сичкарь - Елена Вершинина - Борис Чани - Галина Золотовская - Елизавета Комова                                                                         |
| Художники:                    | - В. Пухова - Александр Сичкарь - Ольга Киселёва - Г. Черникова - Татьяна Абалакина - Е. Хорова (в титрах — О. Хорова) - Е. Строганова - В. Серганова - Т. Степанова - Т. Дунаева |
| Редактор                      | Алиса Феодориди |
| Директор картины              | Е. Бобровская |

### Волк в упряжке
В основе сценария серии — синтез рассказов «Волк, запряжённый в сани» и «Лисица на иголке».
Возмущённый утверждением, что Мюнхаузен всегда врёт, барон сжигает в камине газету, опубликовавшую это. В подтверждение своей честности он вспоминает об одном из эпизодов своей жизни, который случился с ним в царской России. Барон пересёк российскую границу, направляясь в Санкт-Петербург, и попал в российскую зиму, морозную и снежную. Скакать верхом на коне оказывается невозможно, поэтому он продолжает свой путь в купленных санях.
Ночью на лесной дороге на сани нападает голодный волк, который в напряжённой погоне попадает в упряжку вместо лошади. Через некоторое время Мюнхаузен добирается на санях до города, а там, держа удирающего волка за хвост и стегая его плетью, заставляет зверя выпрыгнуть из собственной шкуры и убежать, прикрывая наготу. Сам же Мюнхаузен оказывается в царской карете и дарит волчью шкуру русской царице в качестве зимней одежды.
| Авторы сценария:           | - Анатолий Солин - Инна Пшеничная                                                                                           |
| Режиссёр                   | Анатолий Солин |
| Художники-постановщики:    | - Инна Пшеничная - Игорь Верповский                                                                                         |
| Оператор                   | Владимир Милованов |
| Композитор                 | Анатолий Киселёв |
| Текст песни                | Инны Пшеничной |
| Звукооператор              | Н. Боярский |
| Роли озвучивал:            | Александр Пожаров |
| Художники-мультипликаторы: | - Владимир Никитин - О. Святкова - Андрей Колков - Олег Сафронов - А. Черепов                                               |
| Художники:                 | - Н. Рыжкова - Людмила Двинина - Александр Брежнев - С. Андреева - Л. Андреева - Игорь Медник - Е. Станикова - Т. Великород |
| Монтажёр                   | Т. Иванкова |
| Редактор                   | Т. Бородина |
| Директор                   | Л. Варенцова |

## Список серий
| № | Название                 | Год выпуска | Продолжительность |
| - | ------------------------ | ----------- | ----------------- |
| 1 | Между крокодилом и львом | 1973        | 9 мин. 18 сек.    |
| 2 | Меткий выстрел           | 1973        | 9 мин. 24 сек.    |
| 3 | Чудесный остров          | 1974        | 10 мин. 15 сек.   |
| 4 | Павлин                   | 1974        | 10 мин. 9 сек.    |
| 5 | Волк в упряжке           | 1995        | 6 мин. 53 сек.    |

## О мультфильме
Первой режиссёрской работой Натана Лернера были ленты «Меткий выстрел» (1973) и «Павлин» (1974), являвшиеся двумя сериями «Приключений Мюнхгаузена» — мини-сериала, запущенного ранее на новой студии «Мульттелефильм» в ТО «Экран». Эти эпизоды, будучи остроумными, лёгкими, содержащими великолепную комедийную «игру» нарисованных актёров, нисколько не уступили двум другим сериям, которые были поставлены режиссёром Анатолием Солиным, уже бывшим известным. Эти мультфильмы сразу принесли Лернеру и популярность среди зрителей и успех среди коллег.

### Комментарии
1. ↑  В титрах — именно Мюнхаузен, без буквы «г».
2. 1 2 3  Имя уточнено по решению Роспатента[3].
3. ↑  Имя и выполняемая функция уточнены по персональной странице на сайте Аниматор.ру[4].
4. 1 2  Имя, отчество и выполняемая функция уточнены по персональной странице на сайте Аниматор.ру[6].
5. ↑  Имя, отчество и выполняемая функция уточнены по персональной странице на сайте Аниматор.ру[11]